# Jeri Ryan
Jeri Lynn Ryan (n. 22 februarie 1968, München, RFG) este o actriță americană. Este cel mai cunoscută pentru rolul fostei drone Borg Seven of Nine din serialul Star Trek: Voyager, rol pentru care a fost nominalizată de patru ori la Premiul Saturn și a primit Premiul Saturn pentru cea mai bună actriță în rol secundar și Premiul Satellite pentru cea mai bună actriță într-un rol dramatic de televiziune. A rejucat rolul lui Seven of Nine în Star Trek: Picard.

## Biografie
În 1989, Ryan a fost aleasă Miss Illinois. A concurat la Miss America 1990, unde a terminat pe locul al treilea, câștigând concursul preliminar de costume de baie și cântând „On My Own” din muzicalul Les Misérables'.
Ca actor, a debutat ca Pam în serialul Who's the Boss?.

## Filmografie

### Film
| An   | Film                   | Rol              | Note                                         |
| ---- | ---------------------- | ---------------- | -------------------------------------------- |
| 1999 | Men Cry Bullets        | Lydia            |                                              |
| 2000 | The Last Man           | Sarah            |                                              |
| 2000 | Disney's The Kid       | Larry King guest |                                              |
| 2000 | Dracula 2000           | Valerie Sharpe   | Alt titlu: Wes Craven Presents: Dracula 2000 |
| 2003 | Down with Love         | Gwendolyn        |                                              |
| 2010 | Mortal Kombat: Rebirth | Sonya Blade      | Scurtmetraj                                  |
| 2019 | Devil's Revenge        | Susan            | lansat în oct. 2019                          |

### Filme TV
| An   | Film                                    | Rol                  | Note                        |
| ---- | --------------------------------------- | -------------------- | --------------------------- |
| 1991 | Nightmare in Columbia County            | Dawn Elizabeth Smith | Alt titlu: Victim of Beauty |
| 1992 | Flash III: Deadly Nightshade            | Felicia Kane         |                             |
| 1992 | Just Deserts                            | Nicole               |                             |
| 1993 | In the Line of Duty: Ambush in Waco     | Rebecca              |                             |
| 1996 | Pier 66                                 | Beth Saunders        |                             |
| 2005 | The Commuters                           | Anne                 |                             |
| 2010 | Dead Lines                              | Sophie Fyne          |                             |
| 2010 | Secrets in the Walls                    | Rachel Easton        |                             |
| 2016 | Against the Wild: Survive the Serengeti | Jennifer Croft       |                             |

### Seriale TV
| An        | Emisiune                          | Rol                                | Note |
| --------- | --------------------------------- | ---------------------------------- | --- |
| 1991      | Who's the Boss?                   | Pam                                | Episodul: "The Unsinkable Tony Micelli" |
| 1991      | The Flash                         | Felicia Kane                       | Episodul: "The Deadly Nightshade" |
| 1991      | Top of the Heap                   | Tyler                              | Episodul: "The Marrying Guy" |
| 1991      | Nurses                            | Lisa                               | Episodul: "Mother, Jugs, and Zach" |
| 1991      | Reasonable Doubts                 | Rachel Beckwith                    | Episodul: "Graduation Day" |
| 1993      | The Jackie Thomas Show            | Pauline Yardley                    | Episodul: "Jackie and the Model" |
| 1993      | Matlock: The Fatal Seduction      | Carrie Locke                       | 2 episoade |
| 1994      | Time Trax                         | Lauren Sanders                     | Episodul: "Out for Blood" |
| 1995      | Murder, She Wrote                 | Maura                              | Episodul: "Death n' Denial" |
| 1995      | Charlie Grace                     | Claire                             | Episodul: "Designer Knock-Off" |
| 1996      | The Client                        | Jennifer                           | Episodul: "The Morning After" |
| 1996      | Melrose Place                     | Valerie Madison                    | 2 episoade |
| 1996      | Diagnosis: Murder                 | Melissa Farnes                     | Episodul: "Murder by the Book" |
| 1997      | Dark Skies                        | Juliet Stewart                     | 8 episoade |
| 1997–2001 | Star Trek: Voyager                | Seven of Nine                      | 102 episoade Satellite Award for Best Actress – Television Series Drama Saturn Award for Best Supporting Actress on Television Nominalizare—Saturn Award for Best Actress on Television (1998–1999) Nominalizare—Saturn Award for Best Supporting Actress on Television |
| 1999      | The Sentinel                      | Alexis Barnes                      | 2 episoade |
| 1999      | Dilbert                           | Seven of Nine alarm clock          | Episodul: "The Gift" |
| 2001–2004 | Boston Public                     | Ronnie Cooke                       | 59 episoade |
| 2004–2011 | Two and a Half Men                | Sherri                             | 3 episoade |
| 2005      | The O.C.                          | Charlotte Morgan                   | 7 episoade |
| 2006      | Boston Legal                      | Courtney Reese                     | 2 episoade |
| 2006–2009 | Iron Chef America                 | Rolul ei                           | 2 episoade |
| 2006–2008 | Shark                             | Jessica Devlin                     | 34 episoade |
| 2009      | Law & Order: Special Victims Unit | Patrice Larue                      | 3 episoade |
| 2009–2011 | Leverage                          | Tara                               | 8 episoade |
| 2010      | Psych                             | Dr. Kim Phoenix                    | Episodul: "The Head, the Tail, and the Whole Damn Episode" |
| 2011      | Law & Order: Criminal Intent      | Naomi Halloran                     | Episodul: "Boots on the Ground" |
| 2011      | Mortal Kombat: Legacy             | Sonya Blade                        | 2 episoade |
| 2011–2012 | Warehouse 13                      | Major Amanda Lattimer              | 2 episoade |
| 2011–2013 | Body of Proof                     | Kate Murphy                        | 42 episoade |
| 2014–2017 | Major Crimes                      | Linda Rothman                      | 2 episoade |
| 2014      | Helix                             | Constance Sutton                   | 2 episoade |
| 2015      | NCIS                              | Rebecca Chase (Gibb's 2nd Ex-Wife) | Episodul: "Check" Season 12 Ep.11 |
| 2015      | Arrow                             | Jessica Danforth                   | Episodul: "The Candidate" |
| 2016–2019 | Bosch                             | Veronica Allen                     | 12 episoade |
| 2020      | Star Trek: Picard                 | Seven of Nine                      | 5 episoade |
| 2020      | The Ready Room                    | Rolul ei                           | 2 episoade |
| 2020      | MacGyver                          | Gwendolyn Hayes                    | 3 episoade |

## Jocuri video
| An         | Titlu                          | Rol           | Note                                        |
| ---------- | ------------------------------ | ------------- | ------------------------------------------- |
| 2001       | Star Trek: Voyager Elite Force | Seven of Nine | Rol de voce (în patch 1.2 & Expansion Pack) |
| 2014, 2020 | Star Trek Online               | Seven of Nine | Rol de voce                                 |

## Legături externe
- Jeri Ryan la Internet Movie Database
- Jeri Ryan la TCM Movie Database
- Jeri Ryan la Allmovie
- Montgomery, David (26 iunie 2004). „The Sex Scandal From Outer Space”. The Washington Post. p. C01.
- BBC Online interview
- Jeri Ryan Biography Arhivat în 9 iulie 2010, la Wayback Machine., Startrek.com
- Ortolan Restaurant Arhivat în 4 octombrie 2006, la Wayback Machine.

| Predecesor: Dawn Spicuzza | Miss Illinois 1989 | Succesor: Marjorie Vincent |